# Dima (Angola)
Dima é um município angolano que se localiza na província de Cuando.
Existente anteriormente como a comuna de Neriquinha, o município de Dima foi constituído a partir de territórios dos municípios de Mavinga e Rivungo, sendo, em 5 de setembro de 2024, elevado a condição de município da nova província de Cuando.
O município é constituído pela comuna-sede, equivalente à cidade de Dima-Cunjamba, e ainda pela comuna de Cutuile.